# Berzeviczy Ottó
Berzeviczi/Berzeviczy Ottó (1811. március 23./1812. – Kolozsvár, 1848. augusztus 17.) színész.

## Életpályája
Sáros vármegye esküdtjéből lett színész. 1836-ban már pályán lévőnek említették kortársai. 1845-ben sikertelenül jelentkezett a Nemzeti Színházba. 1846-ban színpadi táncmester volt Szabadkán. 1848-ban honvédnak állt; a szabadságharc hősi halottja lett.
Kisebb vándortársulatokban lépett fel. Idősebb karaktereket játszott.
Kolozsváron temették el Gusztinyi Júlia (?–1849) színésznővel közös sírba.

## Színházi szerepei
- Töpfer: Világ divatja – Vári
- Lembert: Tévelygés és őrültség – Lord Harley Bernard